# Micranthops alceste
Micranthops alceste är en fjärilsart som beskrevs av Druce 1890. Micranthops alceste ingår i släktet Micranthops och familjen nattflyn. Inga underarter finns listade i Catalogue of Life.